# 후시미노미야 사다노리 친왕
후시미노미야 사다노리 친왕(일본어: 伏見宮貞教親王 ふしみのみや さだのりしんのう[*])은 에도 시대 말기의 황족이다. 21대 후시미노미야이고, 후시미노미야 쿠니이에 친왕의 6남이다. 어머니는 타카츠카사 마사히로의 딸 히로코이다. 아명은 요리노미야(睦宮)이다.

## 생애
아키라 친왕 등 형이 있었지만, 정실이 아닌 측실 소생이었기 때문에, 사다노리가 적자가 되었다. 덴포 13년 (1842년), 아버지 쿠니이에 친왕의 은거에 의해, 7살의 나이로 후시미노미야를 계승했다. 고카 4년 (1847년), 닌코 천황의 유자가 되었고, 이듬해인 가에이 원년 (1848년) 3월, 친왕 선하를 받아 사다노리라고 이름을 고쳤다. 원복하여, 병부경에 임명되었다. 같은 해 5월, 3품에 올랐다.
분큐 2년 (1862년) 10월 19일, 2품에 오르지만, 같은 달 25일 (실제로는 14일)에 27세의 나이로 사망했다. 법명은 신짓쇼인 (真実相院)이다. 후시미노미야는 동복동생인 사다나루 친왕이 계승했다.

## 계보
- 아버지 : 후시미노미야 쿠니이에 친왕
- 어머니 : 타카츠카사 히로코
- 정실 : 타카츠카사 츠미코 (鷹司積子, 덴포 9년 (1838년) - 만엔 원년 (1860년))
  - 타카츠카사 마사미치의 9녀. 사다노리와의 사이에서 1남 2녀를 낳지만, 모두 요절.
- 계실 : 타카츠카사 아케코 (鷹司明子, 고카 2년 (1845년) - 메이지 12년 (1878년))
  - 타카츠카사 스케히로의 딸. 결혼하고 반년도 안돼서 사다노리가 사망 (사별).